# Anaspis bernhaueri
Anaspis bernhaueri is een keversoort uit de familie bloemspartelkevers (Scraptiidae). De wetenschappelijke naam van de soort is voor het eerst geldig gepubliceerd in 1910 door Roubal.